# Rio Belém
Der Rio Belém ist ein etwa 21 km langer linker Nebenfluss des Rio Iguaçu im Südosten des brasilianischen Bundesstaats Paraná.

## Etymologie
Belém ist die portugiesische Form des Ortsnamens Bethlehem.

## Geografie

### Lage
Das Einzugsgebiet des Rio Belém befindet sich auf dem Primeiro Planalto Paranaense (Erste oder Curitiba-Hochebene von Paraná).

### Verlauf
Sein Quellgebiet liegt im Munizip Curitiba und im Ortsteil Cachoeira auf 1.002 m Meereshöhe im Parque dos Nascentes do Rio Belem (Belemquellenpark).
Der Fluss verläuft in südlicher Richtung fast vollständig in städtischem Gebiet. Nach etwa 5 km durchquert er den Parque São Lourenço, in dem er zu einem Anlagensee aufgestaut ist. Kurz vor seiner Mündung liegt rechterhand die Kläranlage Estação de Tratamento de Esgoto Belém, eine der großen Kläranlagen Curitibas. Er mündet auf 874 m Höhe von links in den Rio Iguaçu, etwa 5 km unterhalb von dessen Ursprung aus dem Zusammenfluss von Rio Atuba und Rio Iraí. Er ist etwa 21 km lang.

### Munizipien im Einzugsgebiet
Der Rio Belém verläuft vollständig innerhalb des Munizips Curitiba.